# Shattered Mirror (Star Trek: Deep Space Nine)
"Shattered Mirror" és el vintè episodi de la quarta temporada de la sèrie de televisió de ciència-ficció estatunidenca Star Trek: Deep Space Nine, el 92è de tota la sèrie. Originalment es van emetre en redifusió a partir del 22 d'abril de 1996. L'episodi va ser dirigit per James L. Conway i va ser escrit per Ira Steven Behr i Hans Beimler. Va rebre una qualificació Nielsen de 6,5 quan es va emetre per televisió el 1996.
Ambientada al segle XXIV, la sèrie segueix les aventures a Espai Profund 9, una estació espacial situada prop d'un forat de cuc estable entre els Quadrants Alfa i Gamma de la Via Làctia, prop del planeta Bajor, mentre els bajorans es recuperen d'una brutal ocupació de dècades pels imperialistes cardassians. El Quadrant Gamma acull un imperi hostil conegut com el Domini, governat pels Fundadors que canvien de forma. A la quarta temporada, els cardassians han fet les paus amb els bajorans, però estan lluitant una guerra difícil amb els klíngons. Aquest és un dels diversos episodis de la sèrie que presenta l'univers mirall, un univers paral·lel que acull dobles més agressius, desconfiats i oportunistes dels personatges habituals de l'univers Star Trek, governat per una aliança brutal de les races cardassianes i klíngons. Aquest episodi segueix els esdeveniments de "Through the Looking Glass" de la tercera temporada, en què el capità d’Espai Profund 9 Benjamin Sisko va conèixer el doble de l'Univers Mirall de la seva difunta esposa Jennifer; en aquest episodi, Jennifer porta el fill de Benjamin Jake a l'Univers Mirall per atraure Benjamin també de tornada. L'actriu Felecia M. Bell torna per interpretar Jennifer. Aquest episodi marca la primera aparició de la contrapart de l'Univers Mirall de Worf, interpretada per Michael Dorn, que es va afegir al repartiment de Deep Space Nine al començament de la quarta temporada.

## Argument
Jake Sisko s'estranya en descobrir que el doble de l'Univers Mirall de Jennifer Sisko, la seva difunta mare, està visitant Espai Profund 9. Jennifer segresta Jake i torna a l'Univers Mirall, i el capità Benjamin Sisko ha de viatjar-hi per recuperar el seu fill. Benjamin s'assabenta que va ser atret a l'Univers Mirall per ajudar Miles O'Brien a preparar la seva versió de la nau estel·lar Defiant per a la batalla contra l'Aliança Klíngon-Cardassiana, en el que podria significar la llibertat per als terrans esclavitzats (és a dir, humans). En aquest moment, els terrans ja han pres Terok Nor (el DS9 mirall) i han capturat l'intendent (Kira Nerys mirall). Es preparen per defensar-se contra una recuperació per part de les forces de l'Aliança liderades pel regent (Worf mirall). Mentrestant, Jake estableix vincles amb la Jennifer, veient-la com una segona oportunitat per tenir una relació amb la seva mare. Amb Benjamin Sisko al comandament, el "Defiant" dels rebels guanya la batalla i obliga la regent a retirar-se. Tanmateix, durant la lluita, l'intendent és alliberat pel Nog mirall. En la seva fugida, mata Nog mirall i Jennifer mirall, deixant Jake al costat del seu cos, i els Sisko, pare i fill, han de plorar la pèrdua de la Jennifer una vegada més.

## Actors convidats
- Andrew J. Robinson - Garak
- Aron Eisenberg - Nog
- Felecia M. Bell - Jennifer Sisko
- Carlos Carrasco - Oficial klíngon

## Continuïtat
L'Univers Mirall es va introduir per primera vegada a Star Trek a "Mirall, Mirall", un episodi de Star Trek: La sèrie original que es va emetre el 6 d'octubre de 1967.
"Shattered Mirror" és el tercer dels cinc episodis de l'Univers Mirall de Star Trek: Deep Space Nine; els altres són "Crossover", "Through the Looking Glass", "Resurrection", i "The Emperor's New Cloak".

## Recepció
El 2017, SyFy va classificar aquest com el quart millor dels set episodis de l'Univers Mirall de la franquícia Star Trek emesos per aquella data.Keith DeCandido li va atgorgara 7 punt sobre 10 a tor.com, tot lloant les actuacions dels membres de la família Sisko malgrat algunes inconsistències del guió.